# Ilona Novák
Ilona Novák (* 16. Mai 1925 in Budapest; † 14. März 2019 ebenda) war eine ungarische Schwimmerin.

## Leben
Ilona Novák begann 1938 ihre 18 Jahre andauernde Schwimmkarriere. Von 1941 bis 1954 war sie Mitglied der ungarischen Nationalmannschaft. Insgesamt gewann sie 54 nationale und internationale Goldmedaillen. Bei den Olympischen Sommerspielen 1948 in London wurde sie Vierte im 100 m Rücken und Fünfte mit der 4 × 100-m-Freistilstaffel. 1952 nahm sie an den Olympischen Sommerspielen in Helsinki teil, wo sie als Kapitän der 4 × 100-m-Freistilstaffel gemeinsam mit ihrer jüngeren Schwester Éva Novák, Judit Temes und Katalin Szőke die Goldmedaille gewann. Mit einer Zeit von 4:24,4 min brach ihre Staffel den bisherigen Langbahnweltrekord, den die ungarischen Schwimmerinnen erst im April des gleichen Jahres in Moskau aufgestellt hatten, dort in der Besetzung Mária Littomericzky, Éva Novák, Éva Székely und Katalin Szöke.
Ilona Novák arbeitete als Sportlehrerin in Budapest sowie als Gymnastik- und Schwimmcoach. Ab 1971 war sie Vizepräsidentin des Ungarischen Schwimmverbands.
1973 wurde sie zusammen mit ihrer Schwester Éva Novák in die International Swimming Hall of Fame aufgenommen. Sie waren das einzige Schwesternpaar, das je olympisches Gold im Schwimmsport errang.